# Sarah Patterson
Sarah Patterson (Londra, 22 aprile 1970) è un'attrice britannica.

## Biografia
Ha debuttato interpretando Rosaleen, una controparte di Cappuccetto rosso, nel film di Neil Jordan e Angela Carter In compagnia dei lupi del 1984 (nella distribuzione italiana è stata doppiata da Susanna Fassetta).
Nel 1987 ha recitato assieme a Diana Rigg in un film ispirato ad un'altra fiaba classica, nei panni della protagonista Biancaneve realizzato dalla Cannon Movie Tales. Nessuno dei due film ha ottenuto un successo commerciale pur dando notorietà alla Patterson.
Dopo di allora l'attrice ha interpretato solo ruoli minori nei film d'amore della Valiant Doll: film indipendenti scritti, diretti e interpretati dall'amica Lisa Gornick di produzione della compagnia.

## Filmografia
- In compagnia dei lupi (The Company of Wolfes), regia di Neil Jordan (1984)
- Biancaneve  (Snow White), regia di Michael Berz (1987)
- Do I Love You?, regia di Lisa Gornick (2002)
- Tick Tock Lullaby, regia di Lisa Gornick (2007)

## Doppiatrici italiane
- Antonella Baldini in Biancaneve
- Susanna Fassetta in In compagnia dei lupi